# Бери или плати
«Бери или плати» (англ. Take-or-Pay; ToP) — распространённая норма построения договоров о поставках некоторых видов товаров крупным покупателям. Тогда как поставщик берёт на себя обязательство предоставить товар вплоть до зафиксированных в договоре максимальных объёмов, покупатель обязуется в любом случае оплатить определённую часть этих объёмов, вне зависимости от того, сколько он закупил на самом деле в рассматриваемый период.
С помощью принципа «Бери или плати» минимизируются риски поставщика по сбыту на фоне капиталовложений, которые он вынужден сделать для обеспечения поставок в максимальном объёме. Данные риски в альтернативном случае поставщик был бы вынужден включить в формулу ценообразования.

## Применение при торговле газом
Впервые принцип «Бери или плати» ввели в Нидерландах, где были обнаружены большие запасы газа — Гронингенское газовое месторождение. Его разработка оказалась очень дорогой. Для строительства инфраструктуры добычи и транспортировки газа были вложены государственные деньги. И чтобы вернуть вложенные средства, нужно было обеспечить стабильность оплаты и поставок. Для этого был придуман принцип «Бери или плати», а цены на газ привязаны к цене на нефть. С покупателями газа были заключены долгосрочные многолетние контракты, в которых зафиксированы объёмы газа, который покупатель обязуется получить. Если покупатель не приобретает весь законтрактованный объём, то он обязан уплатить штраф. Цена на газ пересматривалась ежеквартально.
Затем этот же принцип был применён компанией Газпром в контрактах с европейскими и китайскими потребителями газа, большинство из которых заключено на срок до 25 лет на базе межправительственных соглашений.